# العين الفضية
العين الفضية أو العين البيضاء طائر ينتمي لعائلة الطيور بيضاء العيون. صغير الحجم ذو لون ضارب إلى الخضرة، وله حلقات بيضاء حول عينيه. يكثر تواجده في آسيا، أفريقيا، أستراليا وفي بعض جزر المحيط الهادئ.
لطائر العين الفضية منقار حاد صغير، لسان مستدق كالفرشاة يستخدمه في رشف رحيق الأزهار وريش أبيض حول عيونه. يتغذى على الفواكه والحشرات، ويبني عشه على شكل كأس أو كوب بين الأغصان الخارجية للشجرة.
هناك أكثر من 250 نوع من طيور العين الفضية، أضخمها حجماً هو طائر النورفوك ذو الحلق الأبيض، والذي يبلغ طوله 14 سم.